# خرمگس (سرده)
خرمگس (سرده) (نام علمی: Tabanus) نام یک سرده از تیره خرمگس است.